# Réjaumont (Hautes-Pyrénées)
Réjaumont  (okzitanisch Rejaumont) ist eine französische Gemeinde mit 150 Einwohnern (Stand 1. Januar 2022) im Département Hautes-Pyrénées in der Region Okzitanien. Sie gehört zum Kanton La Vallée de la Barousse und zum Arrondissement Bagnères-de-Bigorre. 

## Lage
Die Gemeinde Réjaumont liegt am oberen Gers, sieben Kilometer nordöstlich von Lannemezan. Sie ist umgeben von folgenden Nachbargemeinden:
|         | Tajan                                       | Monlong |
| Clarens | Kompassrose, die auf Nachbargemeinden zeigt | Arné    |
|         | Uglas                                       |         |

## Bevölkerungsentwicklung
| Jahr                       | 1962 | 1968 | 1975 | 1982 | 1990 | 1999 | 2008 | 2018 |
| -------------------------- | ---- | ---- | ---- | ---- | ---- | ---- | ---- | ---- |
| Einwohner                  | 180  | 166  | 163  | 160  | 171  | 176  | 168  | 161  |
| Quellen: Cassini und INSEE |      |      |      |      |      |      |      |      |